# Bohdan-Chmelnyzkyj-Straße (Kiew)
Die Bohdan-Chmelnyzkyj-Straße (ukrainisch Вулиця Богдана Хмельницького/ Wulyzja Bohdana Chmelnyzkoho; russisch Улица Богдана Хмельницкого/ Uliza Bogdana Chmelnizkowo) ist eine über 1,5 Kilometer lange Straße im Zentrum der ukrainischen Hauptstadt Kiew. Die Straße ist eine der Hauptverkehrsachsen der Kiewer Innenstadt.

## Lage

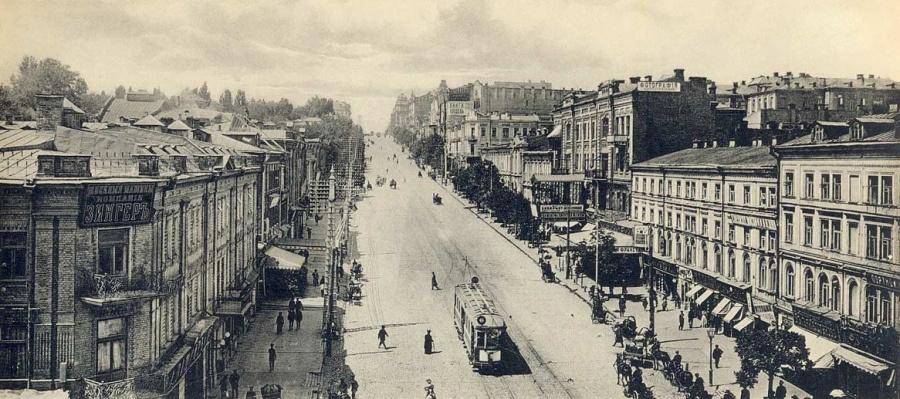
Die Straße Anfang des 20. Jahrhunderts

Die Straße beginnt an der Oles-Hontschar-Straße (Вулиця Олеся Гончара) und verläuft von dort, leicht bergab und parallel zum etwa 300 m südlich verlaufenden Taras-Schewtschenko-Boulevard in südöstliche Richtung bis zum Chreschtschatyk, der Prachtstraße der Hauptstadt.

## Geschichte
1837 als Kadett-Straße errichtet wurde die Straße 1869 nach dem Gouverneur des Gouvernement Kiew und Ehrenbürger der Stadt Iwan Iwanowitsch Funduklei (1804–1880, russisch Иван Иванович Фундуклей) in Funduklei-Straße umbenannt und hieß nach der Machtergreifung der Kommunisten von 1919 bis 1992 Leninstraße. Den heutigen Namen zu Ehren von Bohdan Chmelnyzkyj erhielt die Straße 1992. Mitte des 19. Jahrhunderts wurden die größtenteils aus Holz errichteten Gebäude abgerissen und durch mehrstöckige Steinhäuser ersetzt.

## Bebauung
An der Straße liegen historische und denkmalgeschützte Bauwerke wie das Zentralkaufhaus an der Ecke zum Chreschtschatyk, das 1900 im Renaissancestil erbaute Eckhaus Nr. 30/10 und das 1913 im Renaissancestil erbaute und dem Jugendstil angeglichene Haus Nr. 32. Auf Hausnummer 15 steht das zwischen 1914 und 1927 in neoklassizistischem Stil errichtete Gebäude der Olhynska-Schule in der sich heute das Nationale Museum der Naturwissenschaften der Ukraine befindet und auf Hausnummer 11 befindet sich in einem spätklassizistischen Gebäude das Nationale Literaturmuseum der Ukraine.
An der Kreuzung zur Wolodymyrska-Straße liegt das Taras-Schewtschenko-Opernhaus. Die Deutsche Botschaft in der Ukraine befindet sich auf Hausnummer 25, ebenso befinden sich die Botschaften Dänemarks und Schwedens an der Straße. Das Museum der Geschichte Kiews befindet sich auf Hausnummer 7. Auf Nr. 68 befindet sich das in den 1930er Jahren im Stil des Konstruktivismus erbaute Rolit-Haus, in dem zur Sowjetzeit zahlreiche berühmte Schriftsteller lebten.

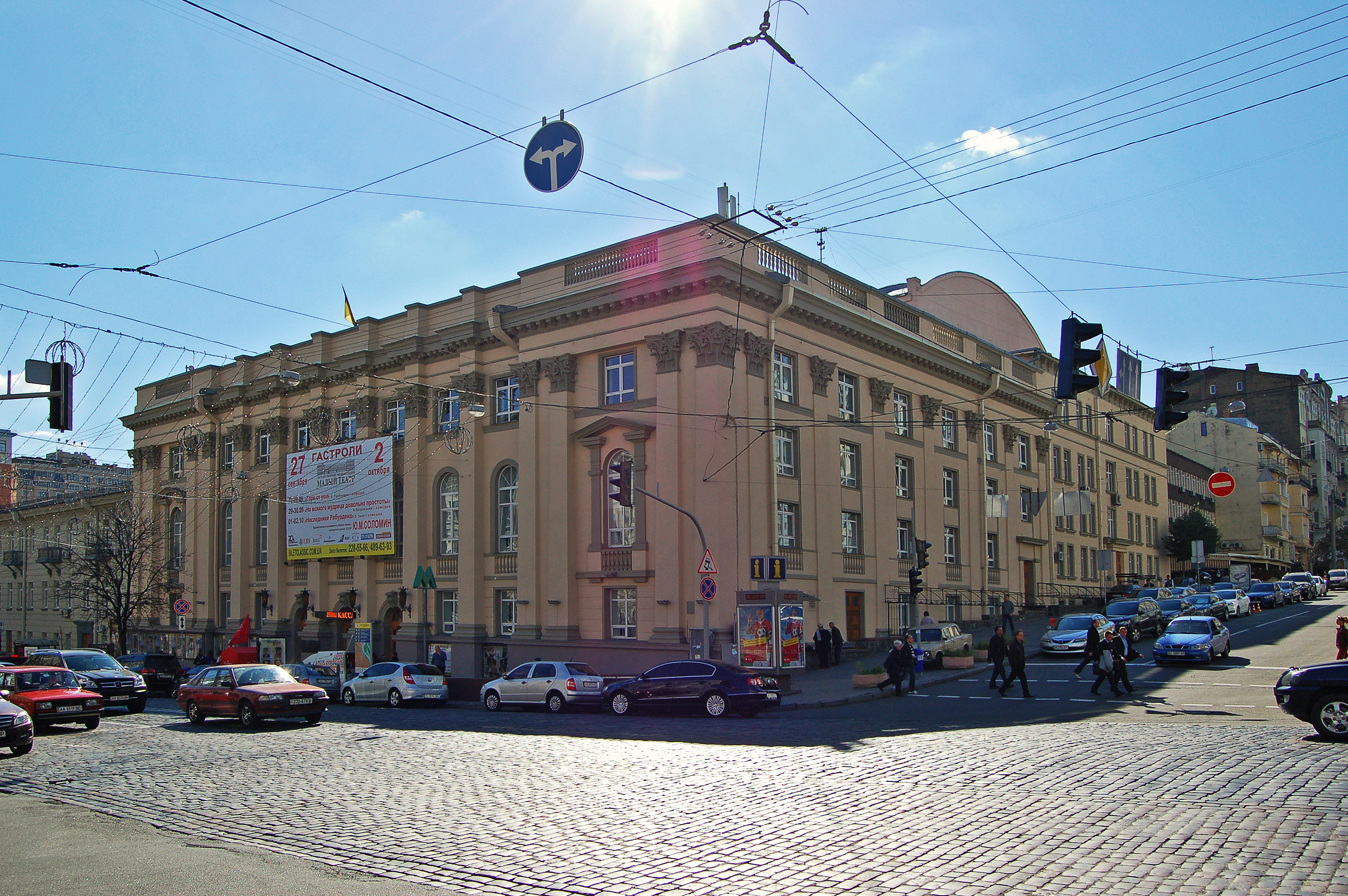
Nationaltheater des russischen Dramas Lessja-Ukrajinka  auf Nr. 5
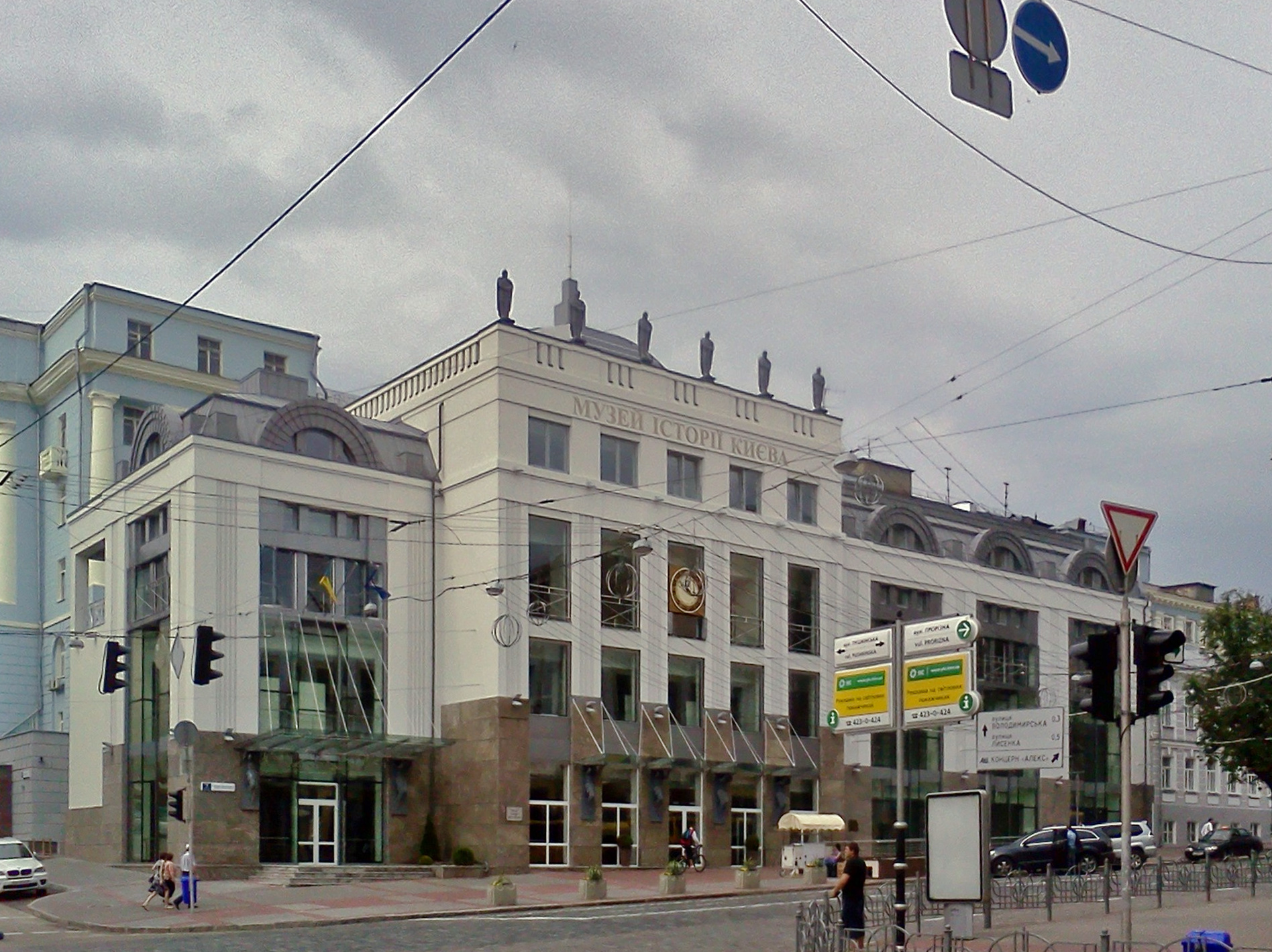
Museum der Geschichte Kiews auf Nr. 7
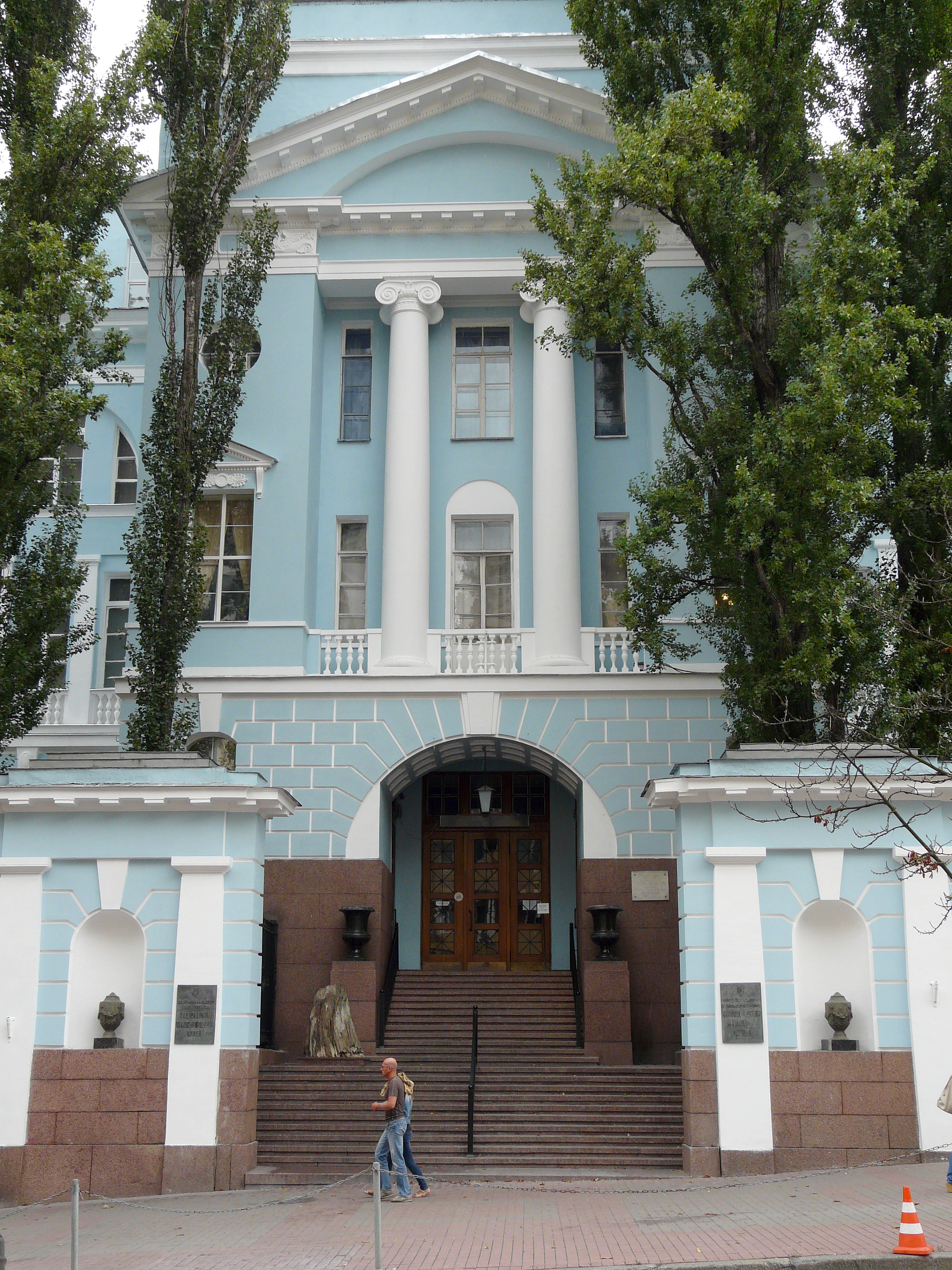
Museum der Naturwissenschaften auf Nr. 15
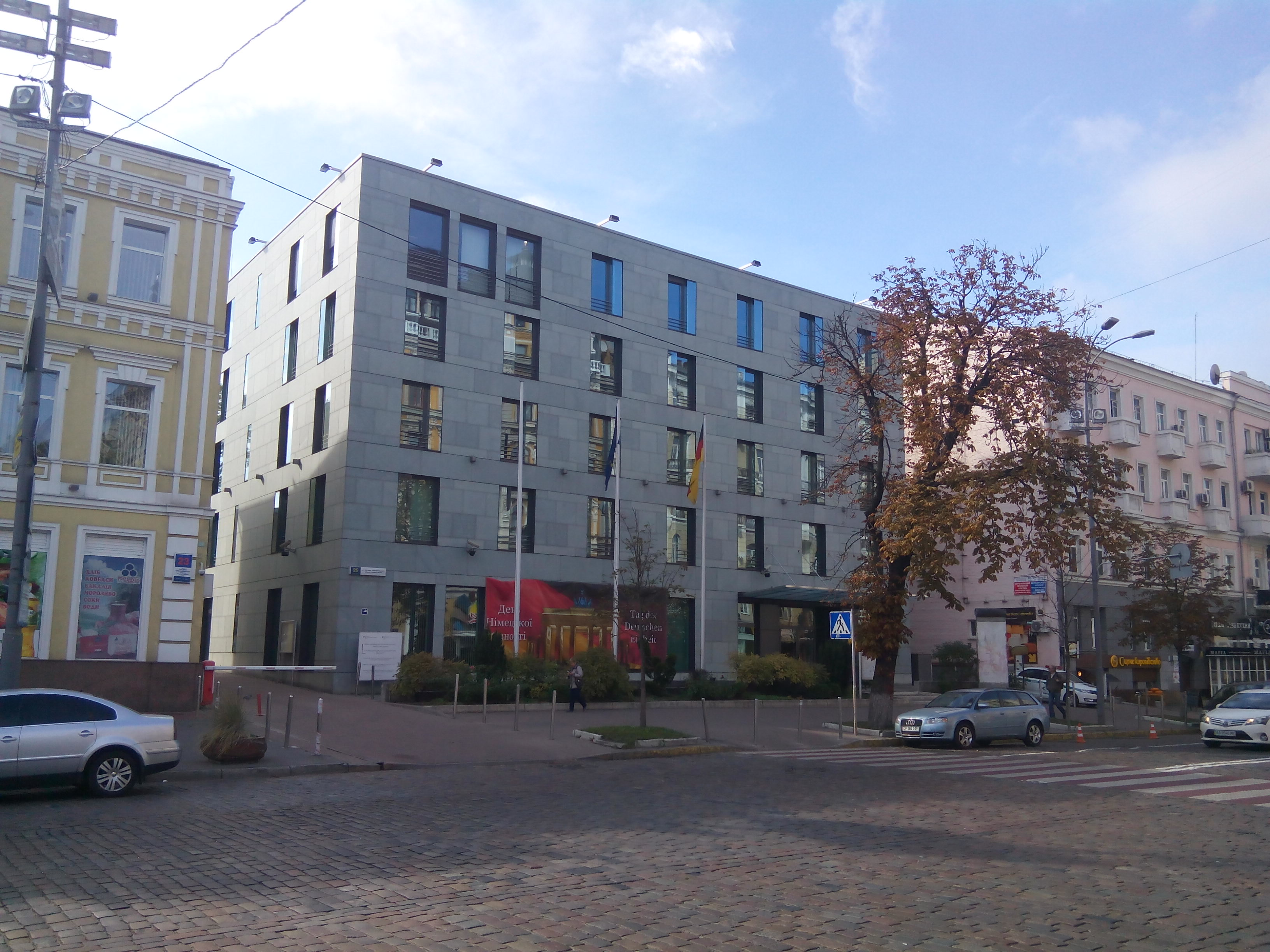
Deutsche Botschaft auf Nr. 25
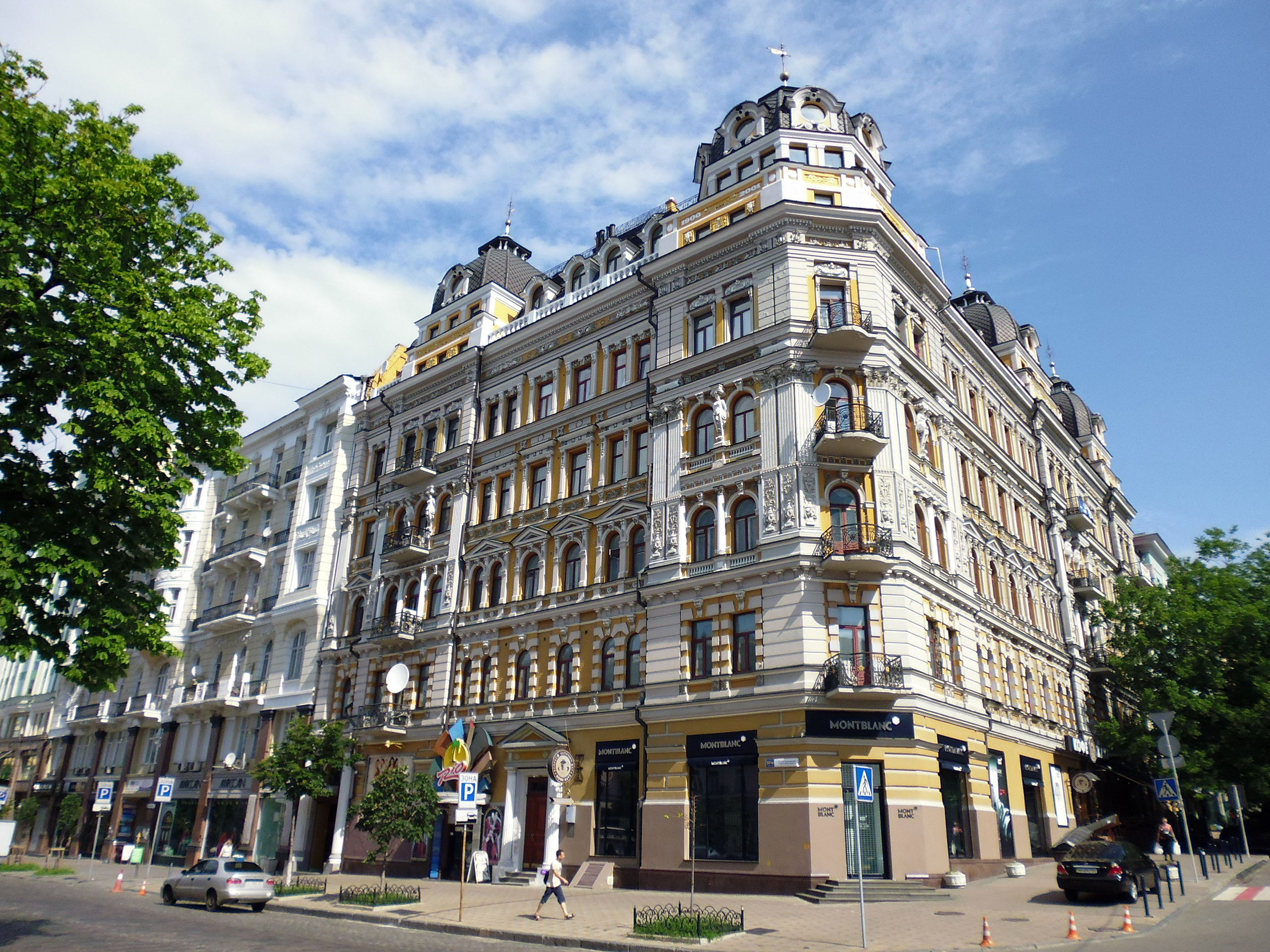
Eckhaus Hausnummer 30/10
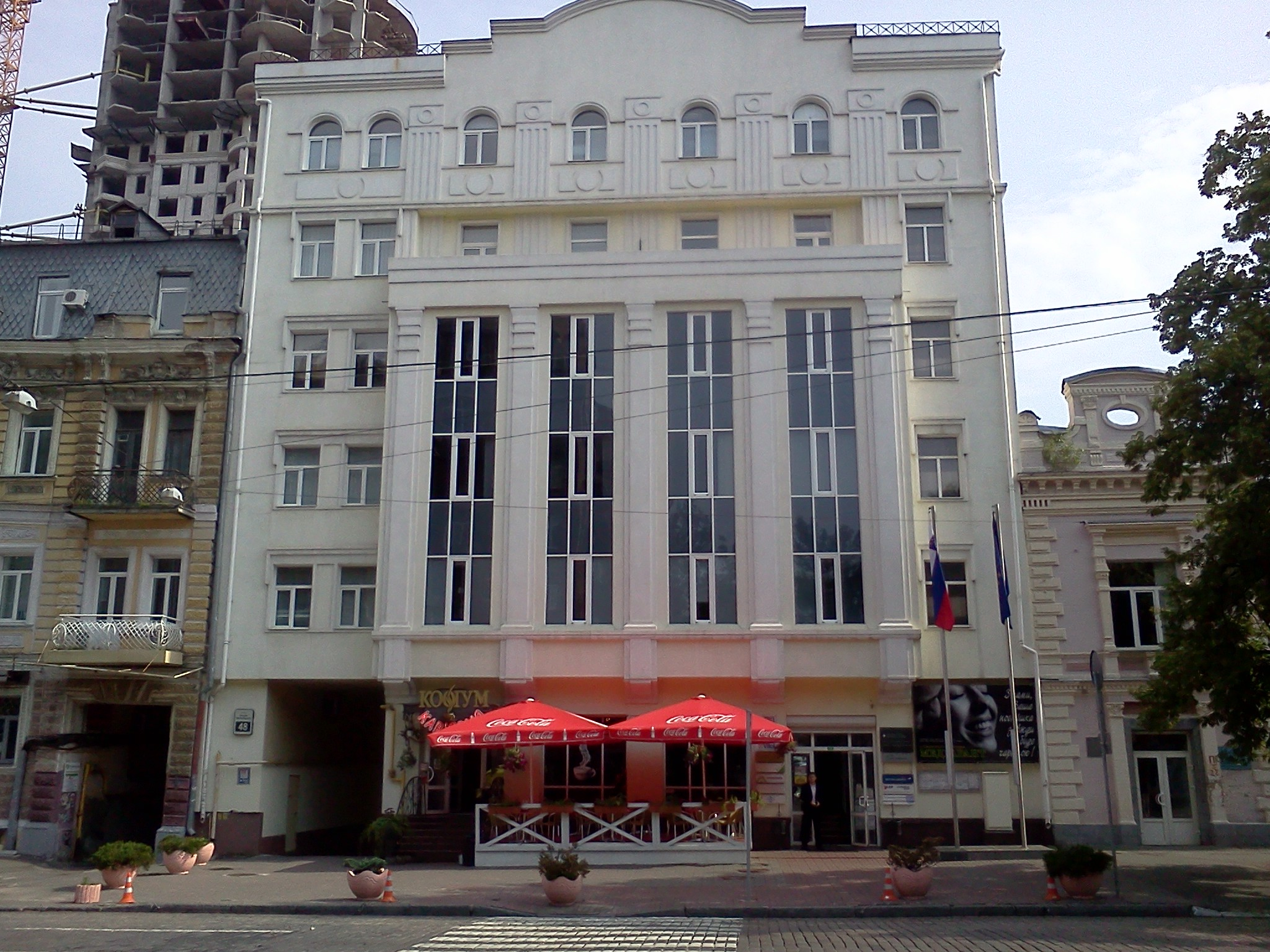
Slowenische Botschaft auf Nr. 48
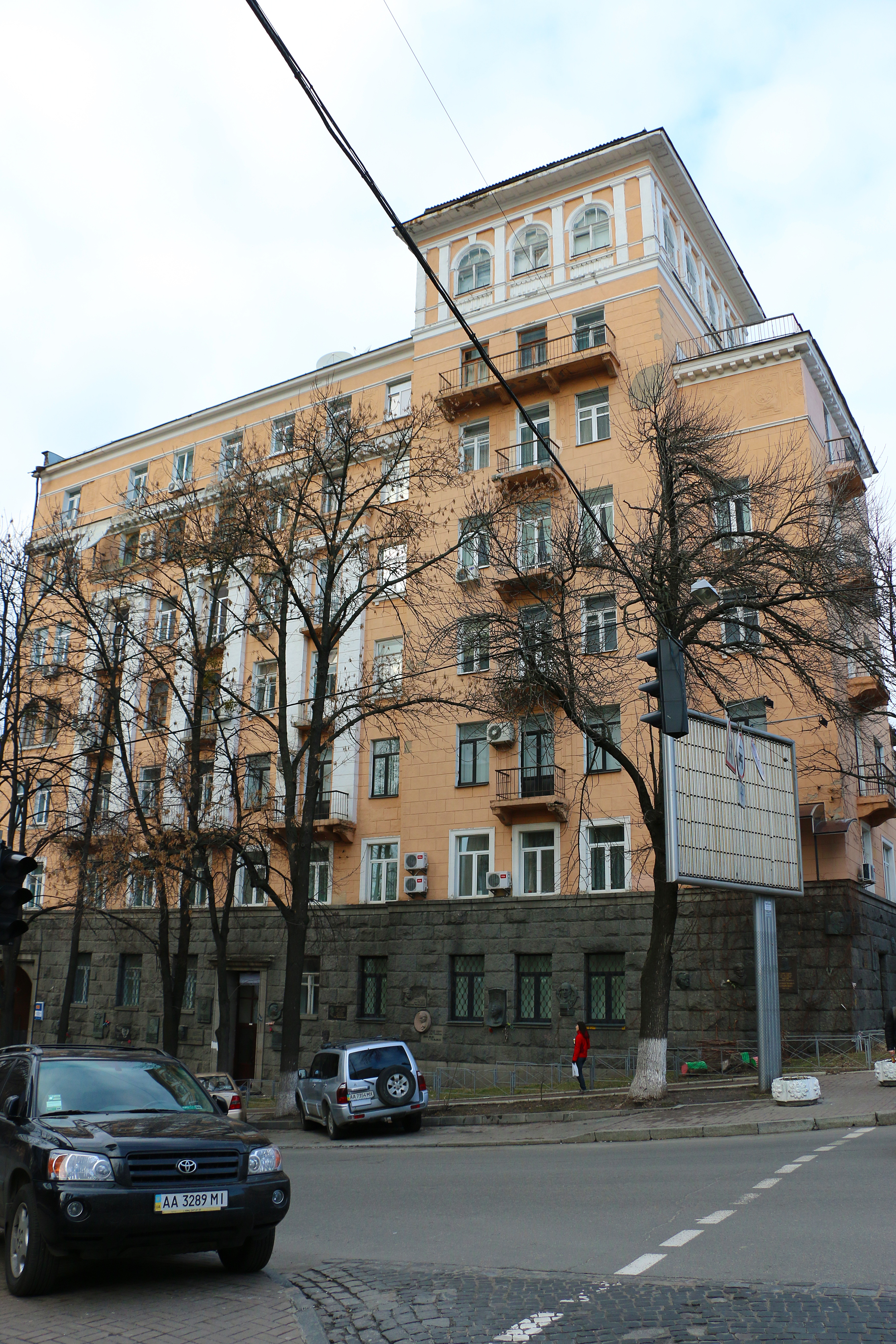
Das Rolit-Haus auf Nr. 68